# William Chatterton Dix
William Chatterton Dix, född 14 juni 1837 i Bristol, död 9 september 1898 i Cheddar, var en engelsk psalmförfattare och kompositör. En av hans psalmer, "As with Gladness Men of Old", skriven 1861, är med i The Church Hymn book 1872 (nr 797). I The English Hymnal with Tunes 1933 är Dix representerad med de fem psalmerna  "Alleluya, sing to Jesus", vilken översatts till svenska, "As with gladness men of old", "Come unto me, ye weary", "In our work, and in our play" samt "To thee, O Lord, our hearts we raise".

## Psalmer
- Halleluja! sjung om Jesus diktad 1866. Alleluya, sing to Jesus översatt till svenska 1967 av Anders Frostenson. Finns i  Den svenska psalmboken 1986 som nr 15 under rubriken "Lovsång och tillbedjan samt i Herren Lever 1977 som nr 804.